# وادي الجينوم
وادي الجينوم هو عنقود تقانة حيوية حمراء ينتشر عبر حيدر أباد لتأمين تسهيلات لأكثر من 100 شركة تقانة حيوية. وهي عبارة عن 200فدان (0.81 كم2) كحديقة معرفية وهي مبادرة مشتركة من بنك أي سي أي سي أي وحكومة أندرا برديش. الحديقة المعرفية هي الأولى من نوعها كمركز معرفة غذائية للشركات الهندية وبوابة معرفية للشركات العالمية. تنتشر عبر 600كم2 ،وتغطي الضواحي من شاميربت،ميدشال، أوبال، باتانشيرو، غاشيبولي وكيسرا وادي الجينوم طور كعنقود طبيعي من الأبحاث البيولوجية، والتدريبات والنشاطات الصناعية.
وجود مختلف مراكز التميز في التقانة الحيوية في حيدر أباد (انظر لائحة بالمعاهد التعليمية في حيدر أباد) ،أثبتت قوتها كشريك في وادي الجينوم. مركز التشخيص وبصمة الحمض النووي في حيدر أباد هو واحد من هذا النوع. فارماكوبيا الولايات المتحدة لديها تسهيلات في وادي الجينوم وهو الوحيد خارج الولايات المتحدة ماريلاند. حديقة المعارف فيها خمسة ممرات ابتكارية. المستوى الأول يتألف من 10 مختبرات كل منها تقريباً 300 متر مربع مجهزة بالكامل. المستوى الثاني يحتوي 16 مختبر على 170 متر مربع لكل منها جاهزة للعمليات.
التالي يبين بعض الأعضاء الرئيسين في عنقود وادي الجينوم:
- Shapoorji Pallonji Biotech حديقة
- حديقة المعارف
- Bharat Biotech حديقة
- Shanta Biotechnics-Sanofi Pasteur
- Biological E Ltd
- Dr.Reddy's
- Aurobindo Pharma
- MERCK & Co.
- Novartis
- LONZA Bio-pharma
- Godrej Plant Biotech
- Krebs Biochemicals
- Nuziveedu Seed Co. Ltd
- GVK Biosciences - Wyeth
- Dupoint
- NEKTAR
- Reliance life sciences
- Metchnikoff Biosystems
- Haritha Biotech and Plantations
- AG Biotech Laboratories (India) Ltd
- Magene Lifescience
- Ocimum Bio-Solutions
- Vimta مختبرات
- Mericlone Biotech Private Ltd